# البویضه، حماة
البویضه (به عربی: البویضة) یک روستا در سوریه است که در ناحیه مرکزی سلمیه واقع شده‌است. البویضه ۱۷۴ نفر جمعیت دارد.